# 浜川神社
浜川神社（はまかわじんじゃ）は、東京都品川区の神社。

## 概要
天明年間（1781年～1789年）に創建された。当初は「厄神大権現」と称し、修験者が管理する修験道の宗教施設であった。
創建したのは、修験者の教光院了善で、江戸幕府第11代将軍徳川家斉の病気平癒の祈祷を行い、快癒したことから大奥奥女中や諸大名の尊崇を受けることになった。しかしこの状況を忌々しく感じていた南町奉行鳥居耀蔵の策略により、了善は「将軍呪詛」の濡れ衣を着せられて八丈島に流罪となった。鳥居の失脚により、1850年（嘉永3年）に赦免されて江戸に帰還し、了善の孫によって厄神大権現が再興された。明治時代の神仏分離政策に伴い、厄神大権現は「浜川神社」という神社になった。
現在は、マンションのガレージの上にある風変わりな神社になっている。

## 交通アクセス
- 大森海岸駅より徒歩10分。